# Nolberto Molina
Nolberto Molina (Palmira, 5 januari 1953) is een voormalig profvoetballer uit Colombia, die als verdediger onder meer speelde voor Independiente Medellín en Atlético Nacional.

## Interlandcarrière
Molina speelde negentien officiële interlands (één doelpunt) voor het Colombiaans voetbalelftal in de periode 1983-1987. Onder leiding van bondscoach Efraín Sánchez maakte hij zijn debuut op 14 juli 1983 in de vriendschappelijke thuiswedstrijd tegen Chili (2-2). Molina nam met zijn vaderland onder meer deel aan de strijd om de Copa América 1987 in Argentinië, waar Colombia eindigde op de derde plaats.
| Interlands van Nolberto Molina voor Colombia | Interlands van Nolberto Molina voor Colombia | Interlands van Nolberto Molina voor Colombia | Interlands van Nolberto Molina voor Colombia | Interlands van Nolberto Molina voor Colombia | Interlands van Nolberto Molina voor Colombia |
| №                                            | Datum                                        | Wedstrijd                                    | Uitslag                                      | Competitie                                   | Goals                                        |
| Als speler van Millonarios                   | Als speler van Millonarios                   | Als speler van Millonarios                   | Als speler van Millonarios                   | Als speler van Millonarios                   | Als speler van Millonarios                   |
| -------------------------------------------- | -------------------------------------------- | -------------------------------------------- | -------------------------------------------- | -------------------------------------------- | -------------------------------------------- |
| 1                                            | 14 juli 1983                                 | Colombia – Chili                             | 2 – 2                                        | Oefeninterland                               |                                              |
| 2                                            | 26 juli 1983                                 | Ecuador – Colombia                           | 0 – 0                                        | Oefeninterland                               |                                              |
| 3                                            | 29 juli 1983                                 | Colombia – Ecuador                           | 0 – 0                                        | Oefeninterland                               |                                              |
| 4                                            | 14 augustus 1983                             | Bolivia – Colombia                           | 0 – 1                                        | Copa América                                 |                                              |
| 5                                            | 17 augustus 1983                             | Peru – Colombia                              | 1 – 0                                        | Copa América                                 |                                              |
| 6                                            | 28 augustus 1983                             | Colombia – Peru                              | 2 – 2                                        | Copa América                                 |                                              |
| 7                                            | 31 augustus 1983                             | Colombia – Bolivia                           | 2 – 2                                        | Copa América                                 | 60' (pen.)                                   |
| 8                                            | 10 februari 1985                             | Colombia – Polen                             | 1 – 2                                        | Oefeninterland                               |                                              |
| 9                                            | 14 februari 1985                             | Colombia – Polen                             | 1 – 0                                        | Oefeninterland                               |                                              |
| 10                                           | 21 februari 1985                             | Chili – Colombia                             | 1 – 1                                        | Oefeninterland                               |                                              |
| 11                                           | 24 februari 1985                             | Uruguay – Colombia                           | 3 – 0                                        | Oefeninterland                               |                                              |
| 12                                           | 2 maart 1985                                 | Paraguay – Colombia                          | 0 – 3                                        | Oefeninterland                               |                                              |
| 13                                           | 15 mei 1985                                  | Colombia – Brazilië                          | 1 – 0                                        | Oefeninterland                               |                                              |
| 14                                           | 26 mei 1985                                  | Colombia – Peru                              | 1 – 0                                        | WK-kwalificatie                              |                                              |
| 15                                           | 2 juni 1985                                  | Colombia – Argentinië                        | 1 – 3                                        | WK-kwalificatie                              |                                              |
| Als speler van Atlético Nacional             |                                              |                                              |                                              |                                              |                                              |
| 16                                           | 1 juli 1987                                  | Colombia – Bolivia                           | 2 – 0                                        | Copa América                                 |                                              |
| 17                                           | 5 juli 1987                                  | Colombia – Paraguay                          | 3 – 0                                        | Copa América                                 |                                              |
| 18                                           | 8 juli 1987                                  | Chili – Colombia                             | 2 – 1                                        | Copa América                                 |                                              |
| 19                                           | 11 juli 1987                                 | Argentinië – Colombia                        | 1 – 2                                        | Copa América                                 |                                              |